# Watou
Watou is een dorp in de Belgische provincie West-Vlaanderen en een deelgemeente van de stad Poperinge. Watou was een zelfstandige gemeente tot aan de gemeentelijke herindeling van 1977. Behalve het dorp zelf maakt ook het grensgehucht Abele deel uit van Watou. Op de grens met Poperinge ligt het gehucht Sint-Jan-ter-Biezen. Op de Franse grens ligt het gehuchtje Callicannes.

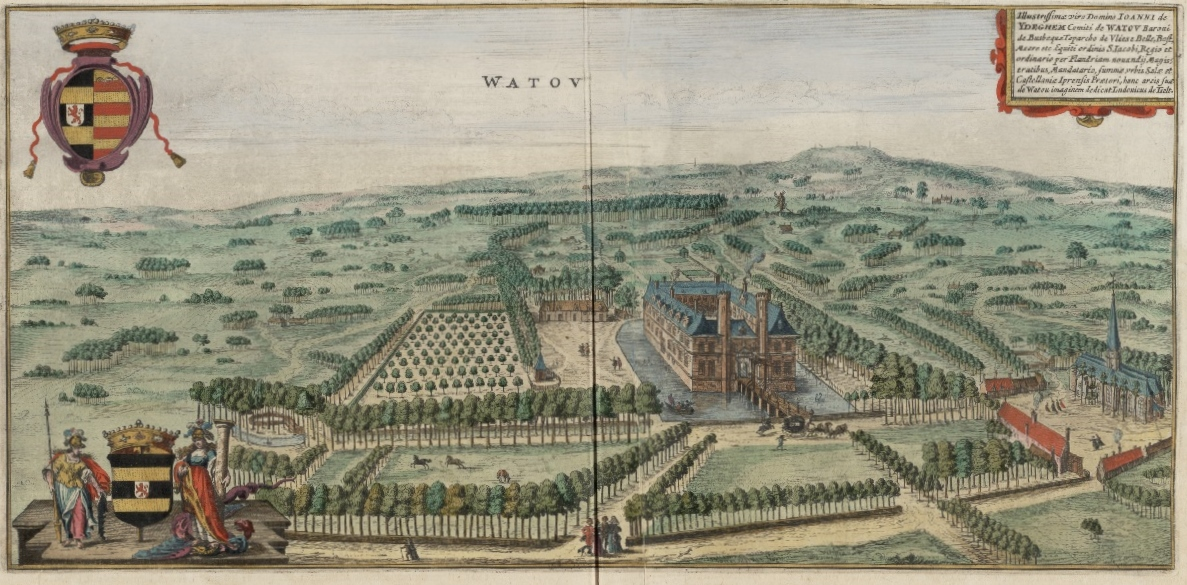
Watou in de eerste helft van de 17e eeuw (afbeelding uit Flandria Illustrata - 1641)

Het ligt aan de Franse grens en heeft Steenvoorde, Godewaarsvelde, Boeschepe (eigenlijk tegen Abele), Houtkerke en Winnezele als belendende gemeenten in Frankrijk. Watou staat in de lijst van de 50 mooiste dorpen van Vlaanderen.

## Uitspraak
Mensen van buiten Watou leggen de klemtoon veelal op de tweede lettergreep. Maar de lokale ingezetenen leggen de nadruk steeds op de eerste lettergreep: Wóatou.

## Geschiedenis
Watou werd voor het eerst schriftelijk vermeld in 1123, als Wathewa, wat moerassige weide betekent.
Op het grondgebied van Watou lagen zes heerlijkheden, waarvan Watou de belangrijkste was. Deze zetelde op de plaats waar de huidige hoeve Blauwhuis ligt. Thierry van Diksmuide, was de eerste eigenaar. Johannes van Ydeghem liet in 1620 het kasteel van Watou bouwen, wat in 1793 werd verwoest. In 1628 werd Karel van Ydeghem door Filips IV van Spanje tot Graaf van Watou verheven. De beeldenstorm van 1566 bracht schade toe aan de kerk. Ook latere oorlogen, onder meer met Frankrijk, dat Watou van 1678-1713 in bezit had, en de Franse revolutie (1793) brachten schade toe.
Begin 20e eeuw kreeg Watou aansluiting aan de tramlijn van Poperinge naar Veurne.

## Demografische ontwikkeling
- Bronnen:NIS, Opm:1831 tot en met 1970=volkstellingen; 1976 = inwoneraantal op 31 december

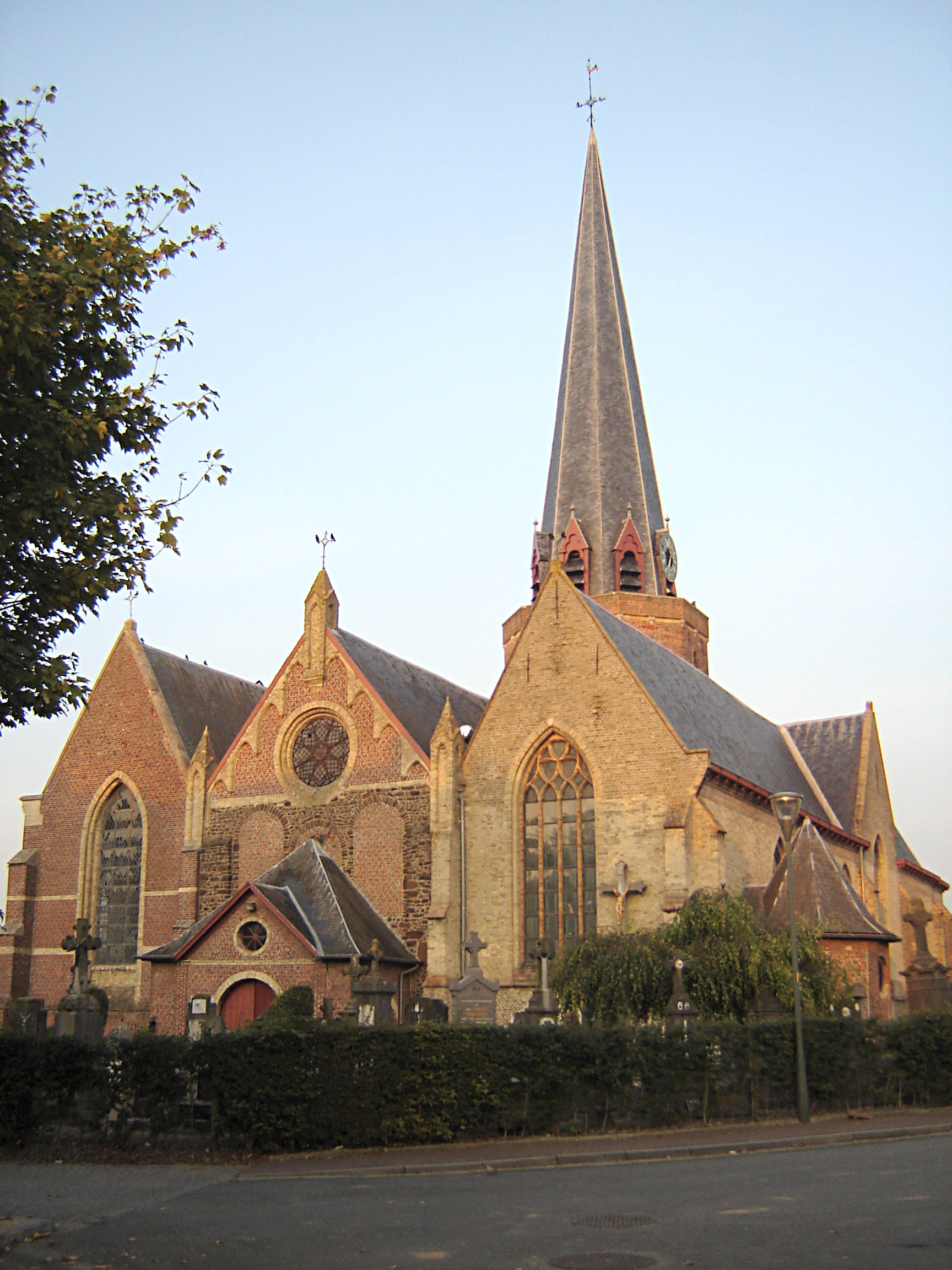
Sint-Bavokerk

## Bezienswaardigheden
- De Sint-Bavokerk, gedeeltelijk uit de 12e eeuw.
- Het Kasteel van Watou van 1810.
- Op het kerkhof bevinden zich Britse militaire graven uit de Eerste Wereldoorlog die bij de CWGC geregistreerd staan onder Watou Churchyard.
- Watou telt twee brouwerijen, Brouwerij Van Eecke en Brouwerij Sint-Bernardus.
- De kunstmanifestaties leverden een aantal kunstwerken op: Mozaïekproject (1988) van H. Heyrman; Clausmonument (1993) van R. Raveel; Kommunikatiepaal (1985) van Beeckman; Brouwersmonument (1982) van A. Vandroemme.

## Natuur en landschap
Watou ligt in Zandlemig Vlaanderen op een hoogte van 9 tot 57 meter. In het westen loopt de Heidebeek, die grensrivier is met Frankrijk. Andere beken zijn de Warandebeek en de Steenvoordebeek. Van belang zijn de hopvelden.

## Jaarlijkse evenementen
- De Poëziezomer Watou werd gedurende 28 jaar (van 1980 t.e.m. 2008) artistiek georganiseerd door de dichter Gwij Mandelinck (1937-2024) en zijn echtgenote Agnes Hondekyn. Het evenement vormde al die jaren gedurende twee zomermaanden een unieke dialoog tussen internationale beeldende kunst en poëzie. Begin oktober 2008 werd dit unieke concept met een hoogtepunt afgesloten.
- Vanaf 2009 wordt het jaarlijks Kunstenfestival Watou[1] georganiseerd door vzw P'ART, in nauwe samenwerking met vzw Ku(n)st en onder leiding van Jan Moeyaert.
- Driejaarlijks Internationaal Gregoriaans Festival van Watou[2], dat zo'n 10 000 toeschouwers lokt.

## Nabijgelegen kernen
Proven, Sint-Jan-ter-Biezen, Abele, Steenvoorde, Houtkerke, Haringe

## Geboren
- Henri Cleenewerck (1818-1901), landschapschilder
- Cyriel Rousseeu (1882-1968), Vlaamsgezinde
- Albert Sansen (1916-2017), CVP-politicus, uitgever en drukker
- Adhémar Vandroemme (1917-2009), onderwijzer en kunstschilder